# Office of Naval Intelligence
Das Office of Naval Intelligence (ONI) (deutsch etwa „Amt für Marinenachrichtendienstliche Angelegenheiten“) wurde 1882 als nachrichtendienstliche Abteilung der US Navy gegründet. Es gilt damit als ältester bis heute operierender Nachrichtendienst der Vereinigten Staaten. Heute ist das Office of Naval Intelligence Teil der Defense Intelligence Agency des US-Verteidigungsministeriums.

## Auftrag
Die Hauptaufgabe besteht in der Überwachung der Seestreitkräfte anderer Nationen. Sämtliche taktischen, operativen und strategischen Informationen darüber laufen in der Zentrale in Washington, D.C.  zusammen und werden dort ausgewertet.
Wie bei allen Nachrichtendiensten der Teilstreitkräfte geht es zum einen darum, die Fähigkeiten und Schwächen gegnerischer Waffensysteme und Verbände sowie deren Einsatztaktiken und Vorgehensweisen exakt zu kennen, um den Gegner optimal bekämpfen zu können.
Zum anderen geht es darum, die Lage und die Bewegungen der gegnerischen Verbände (Schiffe, U-Boote, Flugzeuge) exakt zu verfolgen, um sie jederzeit überwachen zu können (Schutz vor Überraschungsangriffen) und notfalls zielsicher bekämpfen zu können. In diese Lagebilder müssen die Informationen anderer Nachrichtendienste einfließen, während Erkenntnisse des Marinenachrichtendienstes den anderen Nachrichtendiensten zur Verfügung gestellt werden müssen, um deren Lagebilder zu verbessern.

## Einsätze
So ist nach Ende des Kalten Krieges bekannt geworden, dass das ONI in allen Ozeanen ein gigantisches Netz von Sonarbojen unterhielt, das jederzeit ein komplettes Lagebild der Standorte der gegnerischen Schiffe ermöglichte. Diese Grundinformation war eng vernetzt mit den Erkenntnissen durch die Foto-, Radar- und Infrarotsatelliten des NRO, die Abhöranlagen der NSA, den Aufklärungs- und Radarflugzeugen der Air Force, den Großradaranlagen auf den Bergen von Küsten verbündeter Staaten, den zahlreichen großen Radaranlagen der eigenen Flotte und den Sensoren der eigenen Jagd-U-Boote. Zudem bestand durch die elektronischen Aufklärungsflugzeuge und die zugeteilten Jagd-U-Boote der Flugzeugträgerkampfgruppen noch einmal vor Ort eine sehr dichte Aufklärungskapazität zur Verfügung. Nach dem vorläufigen Ende des Kalten Krieges wurde das über tausende Kilometer heimlich verkabelte milliardenteure Netz von Sonarbojen aufgegeben.
Zu den Aufklärungsmitteln gehören nach wie vor auch Spione in Hafenstädten und deren Verwaltungen.
Eine „Niederlage“ erlitt der ONI im Jahr 2006, als entdeckt wurde, dass ein chinesisches Jagd-U-Boot der Song-Klasse innerhalb einer amerikanischen Flugzeugträgerkampfgruppe auftauchte, nur 5 Kilometer vom Träger entfernt. Das war der Sowjetunion nie gelungen, und es war bis dahin für unmöglich gehalten worden, dass China über eine so fortschrittliche U-Boottechnologie verfügt.
Ein weiterer Auftrag besteht in der Beobachtung der Kriminalitätsentwicklung in Internationalen Gewässern, besonders des Drogenhandels und der marinen Piraterie. Im Bereich der amerikanischen Küsten kooperiert der ONI mit der United States Coast Guard, die dafür Personal im Hauptquartier des ONI stellt.

## Kommandeure
Anmerkung: Bis 1911 wurde der Chef des ONI als Chief Intelligence Officer bezeichnet. (Aktuelles Emblem)
- Lt. Theodorus B.M. Mason (Juni 1882 – April 1885)
- Lt. Raymond P. Rodgers (April 1885 – Juli 1889)
- Cmdr. Charles H. Davis (September 1889 – August 1892)
- Cmdr. French E. Chadwick (September 1892 – Juni 1893)
- Lt. Frederick Singer (Juni 1893 – April 1896)
- Lt. Cmdr. Richard Wainwright (April 1896 – November 1897)
- Cmdr. Richardson Clover (November 1897 – Mai 1898)
- Capt. John R. Bartlett (Mai 1898 – Oktober 1898)
- Cmdr. Richardson Clover (wiederernannt) (Oktober 1898 – Februar 1900)
- Capt. Charles D. Sigsbee (Februar 1900 – April 1903)
- Cmdr. Seaton Schroeder (Mai 1903 – April 1906)
- Capt. Raymond P. Rodgers (wiederernannt) (April 1906 – Mai 1909)
- Capt. Charles E. Vreeland (Mai 1909 – Dezember 1909)
- Capt. Templin M. Potts (Dezember 1909 – Januar 1912)
- Capt. Thomas S. Rodgers (Januar 1912 – Dezember 1913)
- Capt. Henry F. Bryan (Dezember 1913 – Januar 1914)
- Capt. James H. Oliver (Januar 1914 – März 1917)
- Rear Adm. Roger Welles Jr. (April 1917 – Januar 1919)
- Rear Adm. Albert P. Niblack (Mai 1919 – September 1920)
- Rear Adm. Andrew T. Long (September 1920 – Juni 1921)
- Capt. Luke McNamee (September 1921 – November 1923)
- Rear Adm. Henry H. Hough (Dezember 1923 – September 1925)
- Capt. William W. Galbraith (Oktober 1925 – Juni 1926)
- Capt. Arthur J. Hepburn (Juli 1926 – September 1927)
- Capt. Alfred W. Johnson (Dezember 1927 – Juni 1930)
- Capt. Harry A. Baldridge (Juni 1930 – Mai 1931
- Capt. Hayne Ellis (Juni 1931 – Mai 1934)
- Capt. William D. Puleston (Juni 1934 – April 1937)
- Rear Adm. Ralston S. Hughes (Mai 1937 – Juni 1939)
- Rear Adm. Walter S. Anderson (Juni 1939 – Januar 1941)
- Capt. Jules James (Januar 1941 – Februar 1941)
- Adm. Alan G. Kirk (März 1941 – Oktober 1941)
- Rear Adm. Theodore S. Wilkinson (Oktober 1941 – Juli 1942)
- Rear Adm. Harold C. Train (Juli 1942 – September 1943)
- Rear Adm. Roscoe E. Schuirmann September 1943 – Oktober 1944)
- Rear Adm. Leo H. Thebaud (Oktober 1944 – September 1945)
- Rear Adm. Thomas B. Inglis (September 1945 – September 1949)
- Rear Adm. Felix L. Johnson (September 1949 – Juni 1952)
- Rear Adm. Richard F. Stout (Juli 1952 – November 1952)
- Rear Adm. Carl F. Espe (Dezember 1952 – Mai 1956)
- Rear Adm. Laurence H. Frost (Juni 1956 – September 1960)
- Rear Adm. Vernon L. Lowrance (September 1960 – Juni 1963)
- Rear Adm. Rufus L. Taylor (Juni 1963 – Mai 1966)
- Capt. Maurice H. Rindskopf (Mai 1966 – Juli 1966)
- Rear Adm. Eugene B. Fluckey (Juli 1966 – Juni 1968)
- Capt. Frank M. Murphy (Juni 1968 – August 1968)
- Rear Adm. Frederick J. Harlfinger II (August 1968 – Juli 1971)
- Rear Adm. Earl F. Rectanus (Juli 1971 – September 1974)
- Rear Adm. Bobby R. Inman (September 1974 – Juli 1976)
- Rear Adm. Donald P. Harvey (Juli 1976 – August 1978)
- Rear Adm. Sumner Shapiro (August 1978 – August 1982)
- Rear Adm. John L. Butts (August 1982 – September 1985)
- Rear Adm. William O. Studeman (September 1985 – Juli 1988)
- Rear Adm. Thomas A. Brooks (Juli 1988 – August 1991)
- Rear Adm. Edward D. Sheafer, Jr. (August 1991 – September 1994)
- Rear Adm. Michael W. Cramer (September 1994 – Mai 1997)
- Mr. Paul Lowell (Acting) (Mai 1997 – November 1997)
- Rear Adm. Lowell E. Jacoby (November 1997 – Juni 1999)
- Rear Adm. Perry M. Ratliff (Juni 1999 – March 2000)
- Mr. Paul Lowell (März 2000 – August 2000)
- Rear Adm. Richard B. Porterfield (August 2000 – April 2005)
- Rear Adm. Robert B. Murrett (April 2005 – Juli 2006)
- Rear Adm. Tony L. Cothron (Juli 2006 – Juli 2008)
- Vice Adm. David J. Dorsett (Juli 2008 – Juni 2011)
- Vice Adm. Kendall L. Card (Juni 2011 – Juli 2013)
- Vice Adm. Ted N. Branch (Juli 2013 – Juli 2016)
- Vice Adm. Jan E. Tighe (Juli 2016 – Januar 2018)
- Vice Adm. Matthew J. Kohler (Januar 2018 – Juni 2020)
- Vice Adm. Jeffrey E. Trussler (ab Juni 2020)

## Verweise